# SC 1903 Weimar
Der SC 1903 Weimar ist ein Fußballverein aus der thüringischen Stadt Weimar. Der Verein hat etwa 300 Mitglieder.

## Strukturentwicklung

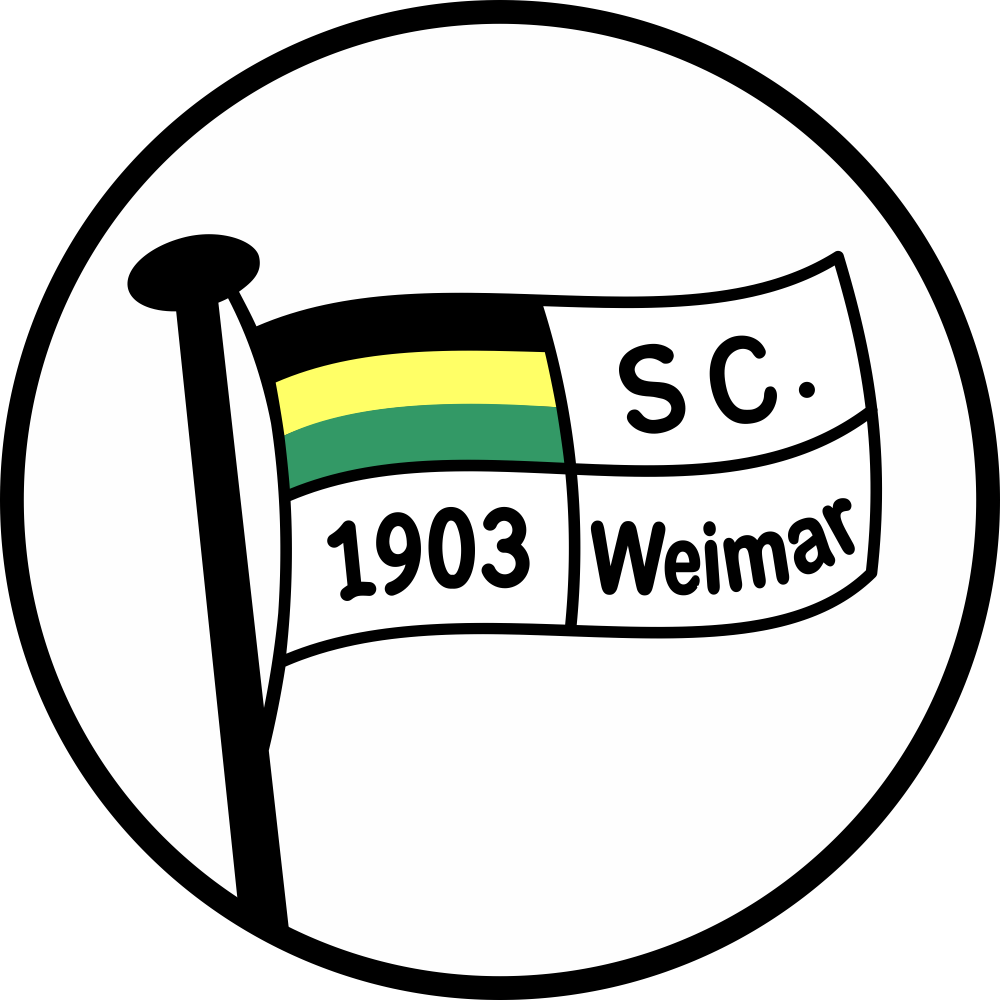
Historisches Logo des SC 1903 Weimar

Die Ursprünge des Vereins gehen auf den am 22. Februar 1903 gegründeten FC Weimar 03 zurück. Dieser ging 1904 in dem Sport-Club Weimar auf. Der Sportclub zählte 1928 700 Mitglieder und bot Sportarten wie Leicht- und Schwerathletik, Fußball und andere Ballspiele sowie Hockey und Tennis an.
Nach dem Ende des Zweiten Weltkrieges wurde der Sport-Club aufgrund der Direktive Nr. 23 des Alliierten Kontrollrats der Besatzungsmächte im Laufe des Jahres 1945 aufgelöst. Als Nachfolger entstand zunächst die Sportgemeinschaft (SG) Weimar-Ost. Durch Zusammenschluss mit der SG Weimar-Falkenburg und der SG Vimaria Weimar entstand am 20. August 1948 die SG Eintracht Weimar, die 1949 von der neu gegründeten Betriebssportgemeinschaft (BSG) des örtlichen Kommunalen Wirtschaftsunternehmen KWU Weimar übernommen wurde. Nach einem Wechsel des Trägerbetriebs wurde die BSG am 4. April 1951 in Turbine Weimar umbenannt. Am 8. Oktober 1954 schloss sich die Fußballsektion der BSG Turbine der BSG Lokomotive Weimar an, die BSG Lok fusionierte am 26. März 1961 mit der BSG Motor Weimar. Diese wurde vom Mähdrescherwerk Weimar als Trägerbetrieb unterstützt, betrieb zwölf Sportsektionen und hatte bis zu 1.100 Mitglieder.
1990 gründeten ehemalige BSG-Mitglieder der BSG Motor den eingetragenen Verein SV Motor Weimar. Deren Fußballabteilung schloss sich am 22. Juli 1991 dem wiederbelebten SC 1903 Weimar an. Seine Vereinsfarben Schwarz, Gelb und Grün sind der Landesflagge von Sachsen-Weimar-Eisenach entlehnt.

## Sportpark Lindenberg
Das Stadion mit dem Namen Sportpark Lindenberg wurde durch den Vorgängerverein Sport-Club Weimar errichtet und am 31. Juli 1921 eingeweiht. Am 10. April 1960 wurde im DDR-Ligapunktspiel gegen Turbine Erfurt mit 10.000 Zuschauern der noch gültige Zuschauerrekord aufgestellt. Aktuell besitzt das Stadion eine Kapazität von 8.000 Plätzen. Die 1999 durch einen Sturm zerstörte alte Tribüne wurde 2004 am alten Standort wiederhergestellt.

## Sportliche Entwicklung

### Fußball

Logo
BSG Motor Weimar

In den Jahren 1914 und 1916 spielte der Sport-Club Weimar in der Endrunde um die mitteldeutsche Meisterschaft, schied dort jedoch 1914 in der 1. Runde und 1916 im Viertelfinale aus. Nach dem Ende des Zweiten Weltkriegs beteiligte sich die SG Weimar-Ost von 1946 an den Fußballmeisterschaften in Thüringen. 1948 qualifizierte sich die SG für die erstmals ausgetragene Fußball-Ostzonenmeisterschaft. Dort gewann sie im Viertelfinale 1:0 nach Verlängerung über Brandenburgs Vertreter SG Cottbus-Ost, verlor danach aber gegen den späteren Meister SG Planitz mit 0:5. Nach dem Namenswechsel zu SG Eintracht kamen die Fußballer in der Saison 1948/49 nicht über Platz vier in der Staffel 2 der Fußball-Landesklasse Thüringen hinaus. Die neu gegründete BSG KWU gewann 1950 mit einem 1:0-Sieg über die SG Lauscha die Thüringer Fußballmeisterschaft und qualifizierte sich mit vier Siegen in der Aufstiegsrunde für die DDR-Oberliga. In der höchsten Fußballklasse konnte sich die BSG, die sich während der Saison in Turbine Weimar umbenannte, nur ein Jahr lang halten. Von der Spielzeit 1951/52 an spielten die Weimarer bis zum Ende des DDR-Fußballspielbetriebes überwiegend in der zweitklassigen DDR-Liga. In den Spielzeiten 1956 (Kalenderjahrsaison) und 1961/62 trat die in Lokomotive Weimar umbenannte Mannschaft jeweils nach Abstieg in der drittklassigen II. DDR-Liga an, schaffte aber beide Male sofort den Wiederaufstieg. 1958 machte die Mannschaft noch Furore, als sie das Halbfinale des DDR-Fußballpokals erreichte, wo sie jedoch mit 1:2 gegen Lokomotive Leipzig unterlag. 1968 stiegen die Fußballer als BSG Motor in die nun drittklassige Bezirksliga Erfurt ab, aus der sie erst 1971 nur für eine Saison wieder in die DDR-Liga aufstiegen. Es folgten bis 1975 drei Spielzeiten erneut in der Bezirksliga, um ab 1975/76 bis 1983/84 wieder in der DDR-Liga teilweise mit guten Platzierungen präsent zu sein. Erst als 1984 die DDR-Liga von fünf auf zwei Staffeln reduziert wurde, schaffte Motor Weimar nicht die Qualifikation und musste für eine Saison noch einmal in der Bezirksliga antreten. Anschließend spielten die Motor-Fußballer bis 1991 zweitklassig, zuletzt in der NOFV-Liga, die sie mit Platz zehn unter 16 Mannschaften abschlossen.
Nach dem Übertritt in den DFB-Spielbetrieb spielten der SV Motor bzw. der SC 1903 Weimar 1991/92 und 1992/93 in der damals drittklassigen Fußball-Oberliga Nordost. Nach zwei Jahren in der Thüringenliga kehrte man 1995 als Meister der Thüringenliga in die inzwischen viertklassige Oberliga zurück. 1997 stieg Weimar nach zwei Jahren in die fünftklassige Thüringenliga ab, die seit Einführung der 3. Liga im Jahr 2008 die sechsthöchste Spielklasse bildet. Hier wurde seitdem jedes Jahr die Klasse gehalten, und auch der Wiedereinzug in die Oberliga Nordost gelang bisher nicht.

#### Spieler von besonderer Bedeutung
- Anna Blässe: 27-fache Nationalspielerin, seit 2007 beim VfL Wolfsburg aktiv und damit vielfache deutsche Meisterin, DFB-Pokal-Siegerin und Champions-League-Siegerin (Stand November 2020)
- Daniel Bärwolf: spielte zu Beginn seiner Karriere in Weimar, war danach beim FC Rot-Weiß Erfurt, FC Carl Zeiss Jena und VfB Lübeck aktiv
- Wolfgang Benkert: langjähriger Torwart von Rot-Weiß Erfurt in der DDR-Oberliga, spielte in seiner Jugend in Weimar
- Julian Börner: früher beim FC Energie Cottbus, aktuell bei Hannover 96 aktiv
- Jana Burmeister: Torhüterin des VfL Wolfsburg und ehemalige Junioren-Nationalspielerin
- Armin Romstedt: langjähriger Stürmer von Rot-Weiß Erfurt – spielte zu Beginn und am Ende seiner Laufbahn in Weimar und war Trainer der 1. Männermannschaft (Thüringenliga)
- Yūki Stalph: Fußball-Weltenbummler, der unter anderem in Japan, den USA und Papua-Neuguinea spielte
- Siegfried Vollrath: Torschützenkönig der DDR-Oberliga 1954, war von 1978 bis 1984 und 1989/90 Trainer in Weimar
- Denis Jäpel: Stürmer, der unter anderem bei Carl Zeiss Jena und FSV Zwickau aktiv war. Spielt aktuell bei Chemie Leipzig.

### Handball
Die größten Erfolge für den Weimarer Sport erzielten die Handballfrauen. Im Feldhandball der Frauen wurde die BSG KWU 1950 zunächst Thüringer Landesmeister. In der anschließenden Endrunde um die DDR-Meisterschaft wurde KWU Vizemeister der DDR, im Entscheidungsspiel mit 3:11 von der BSG Vorwärts Südwest Leipzig besiegt. Anschließend wechselte die Handballsektion bis 1955 zur BSG Einheit Weimar. 1956 kehrten die Handballerinnen zur BSG Motor Weimar zurück und spielten bis zur Einstellung des Feldhandballs in der höchsten Spielklasse, der
Feldhandball-Oberliga.
Im Frauen-Hallenhandball qualifizierte sich die BSG KWU Weimar als Landesmeister DDR-Hallenmeisterschaft 1951 und gewann den Meistertitel mit einem 4:2-Sieg über den Mecklenburger Meister Anker Wismar. Von der Saison 1956/57 spielte die BSG Motor bis 1964 in der höchsten Liga. Für die 1964 neu eingeführte Hallenhandballoberliga konnten sich die Weimarerinnen nicht qualifizieren und spielten mit einer einjährigen Unterbrechung 1971/72 bis 1976 in der zweitklassigen DDR-Liga. Danach wurde in der Halle nur noch unterklassig gespielt.
Der Feldhandball-Abteilung der Männer gelang zur Spielzeit 1939/40 der Aufstieg in die erstklassige Handball-Gauliga Mitte.

### Radsport
Der Weimarer Radsport ist eng mit dem Namen Bernhard Trefflich verbunden. Als Fahrer der BSG KWU Weimar gewann er 1950 die DDR-Rundfahrt. Er wechselte 1951 zur BSG Einheit Weimar und wurde 1953 als Wismut-Karl-Marx-Stadt-Fahrer DDR-Meister im Einzel- und im Mannschaftsrennen. Er galt in den 1950er Jahren neben Gustav-Adolf Schur als bester Straßenradsportler.

### Schach
Im Schachsport erreichten Weimarer Spieler diverse Erfolge. Motor Weimar war viele Jahre eine feste Größe in der höchsten Spielklasse der Frauen. 1979 wurden die Frauen von Motor Weimar sogar DDR-Meister. Von 1990 bis 1995 spielte die Frauenmannschaft des SC 03 in der ersten Bundesliga, anfangs noch als Motor Weimar. Zur Saison 1997/98 wechselte die Mannschaft zu Vimaria Weimar.
Irene Winter wurde 1965 DDR-Vizemeisterin. 1986 wurde Carola Manger DDR-Meisterin. Zuvor wurde sie 1983 DDR-Fernschachmeisterin. Nach der Wiedervereinigung wurde Anke Koglin 1991 sogar Deutsche Meisterin und 1991/94 deutsche Fernschachmeisterin. Im Juniorenbereich konnten zahlreiche DDR-Goldmedaillen gewonnen werden. Eine wichtige treibende Kraft dabei war Motors Jugendtrainer Herbert Braune.

### Weitere Sportarten
- Die Tennis-Herrenmannschaft der BSG Turbine Weimar spielte 1984 in der Tennis-Oberliga, stieg danach aber ab. Die Tennisspielerin der BSG Turbine Sabine Zollweg erreichte 1988 als Jugendspielerin das Viertelfinale der DDR-Meisterschaften.
- Im Wintersport wurde für die BSG Motor gleich mehrere Athleten DDR-Meister. Titelträger im Eisstockschießen wurden Jürgen Schmidt 1983, Berger 1987 und Klaus Horbank 1990.